# Comuni alle estremità delle province italiane
La presente pagina indica, per ogni provincia italiana, i corrispettivi punti estremi. Si precisa che viene indicato come estremo il comune che all'interno del suo territorio contiene il punto più estremo, che in alcuni casi potrebbe non coincidere con il comune situato mediamente alle coordinate più estreme o con quello in cui la casa comunale è sita in posizione più estrema. Ad esempio, nella provincia di Ferrara il comune in cui la casa comunale è sita più a ovest e il cui territorio è sito mediamente più a ovest è Cento, tuttavia il punto estremo più a ovest della provincia si trova nel comune di Bondeno, pertanto anche se mediamente il suo territorio si trova più a est (si tratta di un comune molto più esteso) è indicato come comune più occidentale della provincia. Si precisa anche che le coordinate elencate nella tabella sottostante non sono quelle della casa comunale ma del punto più estremo, infatti alcuni comuni, ad esempio Casalmaggiore o Casteldelci sono estremi rispetto a due coordinate per la provincia di riferimento e di conseguenza sono riportate le coordinate di due loro punti diversi.

## Elenco
| Gruppo di regioni | Comune più a Nord                  | Comune più a Sud                            | Comune più a Est                              | Comune più a Ovest                |
| ----------------- | ---------------------------------- | ------------------------------------------- | --------------------------------------------- | --------------------------------- |
| Nord-Ovest        | Livigno 46°38′07″N 10°14′21″E      | Bordighera 43°46′35″N 7°40′24″E             | Sermide e Felonica 44°57′14″N 11°25′40″E      | Bardonecchia 45°06′11″N 6°37′36″E |
| Nord-Est          | Predoi 47°04′21″N 12°11′10″E       | Casteldelci 43°43′55″N 12°11′43″E           | San Dorligo della Valle 45°38′01″N 13°55′08″E | Ottone 44°39′00″N 9°11′53″E       |
| Centro            | Pontremoli 44°28′22″N 9°54′00″E    | Ventotene 40°47′05″N 13°24′42″E             | Viticuso 41°31′26″N 14°01′40″E                | Zeri 44°21′57″N 9°41′12″E         |
| Sud               | Martinsicuro 42°53′41″N 13°54′37″E | Melito di Porto Salvo 37°54′56″N 15°47′23″E | Otranto 40°06′27″N 18°31′14″E                 | Oricola 42°04′30″N 13°01′07″E     |
| Isole             | La Maddalena 41°18′48″N 9°22′11″E  | Lampedusa e Linosa 35°29′31″N 12°36′10″E    | Messina 38°16′01″N 15°39′10″E                 | Sassari 40°43′58″N 8°07′51″E      |
| Italia            | Predoi 47°04′21″N 12°11′10″E       | Lampedusa e Linosa 35°29′34″N 12°36′22″E    | Otranto 40°06′26″N 18°31′14″E                 | Bardonecchia 45°06′11″N 6°37′36″E |

### Valle d'Aosta
| Regione       | Comune più a Nord           | Comune più a Sud                       | Comune più a Est                  | Comune più a Ovest              |
| ------------- | --------------------------- | -------------------------------------- | --------------------------------- | ------------------------------- |
| Valle d'Aosta | Bionaz 45°59′16″N 7°34′12″E | Rhêmes-Notre-Dame 45°28′02″N 7°06′12″E | Fontainemore 45°38′32″N 7°56′24″E | Courmayeur 45°46′49″N 6°48′03″E |

### Piemonte
| Provincia            | Comune più a Nord                       | Comune più a Sud                       | Comune più a Est                         | Comune più a Ovest                    |
| -------------------- | --------------------------------------- | -------------------------------------- | ---------------------------------------- | ------------------------------------- |
| Alessandria          | Balzola 45°12′20″N 8°24′08″E            | Spigno Monferrato 44°27′54″N 8°21′31″E | Fabbrica Curone 44°44′41″N 9°12′51″E     | Murisengo 45°05′45″N 8°06′30″E        |
| Asti                 | Moransengo-Tonengo 45°07′59″N 8°01′33″E | Serole 44°31′10″N 8°15′42″E            | Mombaruzzo 44°47′14″N 8°30′45″E          | Villanova d'Asti 44°56′10″N 7°53′01″E |
| Biella               | Caprile 45°45′28″N 8°07′43″E            | Cavaglià 45°22′34″N 8°07′23″E          | Sostegno 45°38′48″N 8°19′46″E            | Donato 45°32′04″N 7°52′55″E           |
| Cuneo                | Montà 44°51′24″N 7°57′53″E              | Briga Alta 44°03′36″N 7°43′38″E        | Santo Stefano Belbo 44°42′40″N 8°16′07″E | Acceglio 44°31′40″N 6°51′13″E         |
| Novara               | Armeno 45°52′36″N 8°27′26″E             | Borgolavezzaro 45°17′30″N 8°39′57″E    | Cerano 45°23′38″N 8°50′34″E              | Grignasco 45°41′49″N 8°18′36″E        |
| Torino               | Carema 45°36′08″N 7°50′58″E             | Bobbio Pellice 44°42′49″N 7°03′57″E    | Verrua Savoia 45°10′07″N 8°08′48″E       | Bardonecchia 45°06′11″N 6°37′36″E     |
| Verbano-Cusio-Ossola | Formazza 46°27′52″N 8°26′17″E           | Madonna del Sasso 45°46′01″N 8°19′04″E | Cannobio 46°01′37″N 8°43′45″E            | Macugnaga 45°56′16″N 7°52′06″E        |
| Vercelli             | Rimella 45°57′03″N 8°11′26″E            | Fontanetto Po 45°09′36″N 8°10′20″E     | Motta de' Conti 45°12′19″N 8°34′49″E     | Alagna Valsesia 45°54′38″N 7°51′41″E  |
| Piemonte             | Formazza 46°27′52″N 8°26′17″E           | Briga Alta 44°03′36″N 7°43′38″E        | Fabbrica Curone 44°44′41″N 9°12′51″E     | Bardonecchia 45°06′11″N 6°37′36″E     |

### Liguria
| Provincia | Comune più a Nord                      | Comune più a Sud                 | Comune più a Est                            | Comune più a Ovest                        |
| --------- | -------------------------------------- | -------------------------------- | ------------------------------------------- | ----------------------------------------- |
| Genova    | Isola del Cantone 44°40′35″N 8°56′09″E | Moneglia 44°13′01″N 9°30′42″E    | Castiglione Chiavarese 44°15′51″N 9°34′30″E | Tiglieto 44°31′05″N 8°34′18″E             |
| Imperia   | Cosio di Arroscia 44°08′27″N 7°45′46″E | Bordighera 43°46′35″N 7°40′24″E  | Cervo 43°56′20″N 8°08′08″E                  | Olivetta San Michele 43°51′22″N 7°29′41″E |
| La Spezia | Varese Ligure 44°26′23″N 9°33′27″E     | Portovenere 44°01′23″N 9°51′06″E | Luni 44°05′37″N 10°04′16″E                  | Varese Ligure 44°24′06″N 9°27′57″E        |
| Savona    | Piana Crixia 44°31′44″N 8°15′10″E      | Andora 43°56′20″N 8°07′26″E      | Sassello 44°27′24″N 8°40′14″E               | Casanova Lerrone 44°01′12″N 7°58′39″E     |
| Liguria   | Isola del Cantone 44°40′35″N 8°56′09″E | Bordighera 43°46′35″N 7°40′24″E  | Luni 44°05′37″N 10°04′16″E                  | Olivetta San Michele 43°51′22″N 7°29′41″E |

### Lombardia
| Provincia       | Comune più a Nord                                 | Comune più a Sud                             | Comune più a Est                              | Comune più a Ovest                     |
| --------------- | ------------------------------------------------- | -------------------------------------------- | --------------------------------------------- | -------------------------------------- |
| Bergamo         | Valbondione 46°05′29″N 10°05′45″E                 | Fontanella 45°25′20″N 9°47′13″E              | Schilpario 46°01′15″N 10°15′44″E              | Cisano Bergamasco 45°45′38″N 9°26′45″E |
| Brescia         | Ponte di Legno 46°21′17″N 10°28′14″E              | Fiesse 45°12′14″N 10°20′39″E                 | Limone sul Garda 45°49′58″N 10°50′25″E        | Pontoglio 45°32′54″N 9°50′10″E         |
| Como            | Livo 46°14′22″N 9°16′31″E                         | Rovello Porro 45°38′23″N 9°02′23″E           | Sorico 46°12′52″N 9°26′27″E                   | Locate Varesino 45°41′04″N 8°53′37″E   |
| Cremona         | Rivolta d'Adda 45°30′16″N 9°31′09″E               | Casalmaggiore 44°56′14″N 10°27′50″E          | Casalmaggiore 45°00′13″N 10°35′51″E           | Spino d'Adda 45°23′38″N 9°27′09″E      |
| Lecco           | Colico 46°09′27″N 9°21′43″E                       | Verderio 45°40′00″N 9°26′00″E                | Barzio 45°56′42″N 9°32′28″E                   | Costa Masnaga 45°46′01″N 9°14′36″E     |
| Lodi            | Comazzo 45°28′13″N 9°26′11″E                      | Caselle Landi 45°03′09″N 9°49′26″E           | Castelnuovo Bocca d'Adda 45°05′19″N 9°54′04″E | Valera Fratta 45°15′04″N 9°18′37″E     |
| Mantova         | Ponti sul Mincio 45°25′41″N 10°39′52″E            | Viadana 44°54′30″N 10°34′07″E                | Sermide e Felonica 44°57′14″N 11°25′40″E      | Casalromano 45°11′31″N 10°18′33″E      |
| Milano          | Rescaldina 45°38′34″N 8°56′24″E                   | San Colombano al Lambro 45°09′42″N 9°28′55″E | Vaprio d'Adda 45°34′57″N 9°32′19″E            | Nosate 45°33′13″N 8°42′22″E            |
| Monza e Brianza | Veduggio con Colzano 45°44′34″N 9°14′46″E         | Brugherio 45°32′11″N 9°18′18″E               | Cornate d'Adda 45°38′23″N 9°29′45″E           | Ceriano Laghetto 45°37′51″N 9°03′02″E  |
| Pavia           | Cassolnovo 45°23′38″N 8°50′34″E                   | Brallo di Pregola 44°40′47″N 9°17′00″E       | Monticelli Pavese 45°05′34″N 9°33′05″E        | Palestro 45°17′30″N 8°29′52″E          |
| Sondrio         | Livigno 46°38′07″N 10°14′21″E                     | Gerola Alta 46°00′40″N 9°31′42″E             | Valfurva 46°24′05″N 10°37′56″E                | Madesimo 46°26′47″N 9°14′48″E          |
| Varese          | Maccagno con Pino e Veddasca 46°07′20″N 8°44′34″E | Lonate Pozzolo 45°33′30″N 8°42′25″E          | Caronno Pertusella 45°35′43″N 9°03′58″E       | Angera 45°47′17″N 8°33′08″E            |
| Lombardia       | Livigno 46°38′07″N 10°14′21″E                     | Brallo di Pregola 44°40′47″N 9°17′00″E       | Sermide e Felonica 44°57′14″N 11°25′40″E      | Palestro 45°17′30″N 8°29′52″E          |

### Trentino-Alto Adige
| Provincia           | Comune più a Nord             | Comune più a Sud                                    | Comune più a Est                 | Comune più a Ovest             |
| ------------------- | ----------------------------- | --------------------------------------------------- | -------------------------------- | ------------------------------ |
| Bolzano             | Predoi 47°05′29″N 12°11′10″E  | Salorno sulla Strada del Vino 46°13′07″N 11°12′25″E | Sesto 46°40′48″N 12°28′39″E      | Tubre 46°41′03″N 10°22′54″E    |
| Trento              | Canazei 46°31′59″N 11°48′44″E | Avio 45°40′23″N 10°56′32″E                          | Sagron Mis 46°11′22″N 11°57′47″E | Valdaone 45°58′47″N 10°27′08″E |
| Trentino-Alto Adige | Predoi 47°05′29″N 12°11′10″E  | Avio 45°40′23″N 10°56′32″E                          | Sesto 46°40′48″N 12°28′39″E      | Tubre 46°41′03″N 10°22′54″E    |

### Veneto
| Provincia | Comune più a Nord                        | Comune più a Sud                          | Comune più a Est                                 | Comune più a Ovest                        |
| --------- | ---------------------------------------- | ----------------------------------------- | ------------------------------------------------ | ----------------------------------------- |
| Belluno   | Comelico Superiore 46°40′50″N 12°30′08″E | Setteville 45°52′51″N 11°52′09″E          | Santo Stefano di Cadore 46°38′02″N 12°43′55″E    | Lamon 46°02′13″N 11°39′58″E               |
| Padova    | Galliera Veneta 45°41′14″N 11°49′21″E    | Vescovana 45°05′43″N 11°45′30″E           | Codevigo 45°16′23″N 12°12′22″E                   | Montagnana 45°15′13″N 11°23′27″E          |
| Rovigo    | Rosolina 45°09′53″N 12°20′13″E           | Ariano nel Polesine 44°47′31″N 12°24′11″E | Porto Tolle 44°57′45″N 12°32′31″E                | Melara 45°41′18″N 11°10′25″E              |
| Treviso   | Vittorio Veneto 46°04′57″N 12°19′48″E    | Mogliano Veneto 45°31′51″N 12°15′02″E     | Cessalto 45°42′47″N 12°41′06″E                   | Borso del Grappa 45°51′18″N 11°44′34″E    |
| Venezia   | Cinto Caomaggiore 45°51′17″N 12°46′49″E  | Cavarzere 45°03′20″N 12°08′29″E           | San Michele al Tagliamento 45°38′34″N 13°06′01″E | Cavarzere 45°08′58″N 11°57′43″E           |
| Verona    | Malcesine 45°49′58″N 10°50′25″E          | Castagnaro 45°03′10″N 11°24′03″E          | Roveredo di Guà 45°16′58″N 11°29′28″E            | Peschiera del Garda 45°26′32″N 10°37′23″E |
| Vicenza   | Asiago 46°00′50″N 11°32′23″E             | Noventa Vicentina 45°15′19″N 11°36′13″E   | Mussolente 45°44′55″N 11°50′09″E                 | Recoaro Terme 45°42′08″N 11°08′10″E       |
| Veneto    | Comelico Superiore 46°40′50″N 12°30′08″E | Ariano nel Polesine 44°47′31″N 12°24′11″E | San Michele al Tagliamento 45°38′34″N 13°06′01″E | Peschiera del Garda 45°26′32″N 10°37′23″E |

### Friuli-Venezia Giulia
| Provincia             | Comune più a Nord                        | Comune più a Sud                         | Comune più a Est                              | Comune più a Ovest                   |
| --------------------- | ---------------------------------------- | ---------------------------------------- | --------------------------------------------- | ------------------------------------ |
| Gorizia               | Dolegna del Collio 46°03′05″N 13°29′49″E | Grado 45°40′27″N 13°23′22″E              | Gorizia 45°58′59″N 13°38′34″E                 | Grado 45°44′36″N 13°14′15″E          |
| Pordenone             | Cimolais 46°24′44″N 12°29′56″E           | Pravisdomini 45°47′27″N 12°40′11″E       | Morsano al Tagliamento 45°50′02″N 12°59′03″E  | Erto e Casso 46°16′08″N 12°19′15″E   |
| Trieste               | Duino-Aurisina 45°48′29″N 13°35′47″E     | Muggia 45°34′51″N 13°48′38″E             | San Dorligo della Valle 45°38′01″N 13°55′08″E | Duino-Aurisina 45°47′40″N 13°34′33″E |
| Udine                 | Forni Avoltri 46°38′52″N 12°45′43″E      | Lignano Sabbiadoro 45°38′34″N 13°06′03″E | Tarvisio 46°30′47″N 13°43′02″E                | Forni di Sopra 46°25′27″N 12°29′33″E |
| Friuli-Venezia Giulia | Forni Avoltri 46°38′52″N 12°45′43″E      | Muggia 45°34′51″N 13°48′38″E             | San Dorligo della Valle 45°38′01″N 13°55′08″E | Erto e Casso 46°16′08″N 12°19′15″E   |

### Emilia-Romagna
| Provincia      | Comune più a Nord                             | Comune più a Sud                          | Comune più a Est                          | Comune più a Ovest                            |
| -------------- | --------------------------------------------- | ----------------------------------------- | ----------------------------------------- | --------------------------------------------- |
| Bologna        | Crevalcore 44°48′17″N 11°14′11″E              | Alto Reno Terme 44°03′44″N 10°54′55″E     | Mordano 44°25′15″N 11°50′31″E             | Lizzano in Belvedere 44°08′19″N 10°48′13″E    |
| Ferrara        | Berra 44°59′13″N 11°57′47″E                   | Argenta 44°32′45″N 12°07′51″E             | Goro 44°47′34″N 12°23′53″E                | Bondeno 44°54′21″N 11°14′05″E                 |
| Forlì-Cesena   | Forlì 44°19′51″N 12°02′08″E                   | Verghereto 43°44′26″N 12°04′40″E          | San Mauro Pascoli 44°05′24″N 12°27′27″E   | Portico e San Benedetto 43°59′23″N 11°38′44″E |
| Modena         | Concordia sulla Secchia 44°55′00″N 10°59′00″E | Pievepelago 44°06′53″N 10°36′18″E         | Finale Emilia 44°50′34″N 11°22′07″E       | Frassinoro 44°13′34″N 10°28′13″E              |
| Parma          | Polesine Zibello 45°02′40″N 10°09′48″E        | Monchio delle Corti 44°20′46″N 10°05′57″E | Sorbolo Mezzani 44°54′12.9″N 10°28′06.9″E | Tornolo 44°25′09″N 9°26′18″E                  |
| Piacenza       | Monticelli d'Ongina 45°08′21″N 9°54′49″E      | Ferriere 44°33′21″N 9°29′36″E             | Villanova sull'Arda 45°02′38″N 10°05′01″E | Ottone 44°39′00″N 9°11′53″E                   |
| Ravenna        | Ravenna 44°37′50″N 12°16′22″E                 | Brisighella 44°05′57″N 11°38′55″E         | Cervia 44°13′28″N 12°23′01″E              | Casola Valsenio 44°09′28″N 11°31′30″E         |
| Reggio Emilia  | Luzzara 44°59′31″N 10°43′39″E                 | Villa Minozzo 44°13′34″N 10°28′13″E       | Rolo 44°55′19″N 10°53′53″E                | Ventasso 44°21′14″N 10°08′32″E                |
| Rimini         | Bellaria-Igea Marina 44°09′47″N 12°27′03″E    | Casteldelci 43°43′55″N 12°11′43″E         | Cattolica 43°57′43″N 12°45′20″E           | Casteldelci 43°45′55″N 12°05′46″E             |
| Emilia-Romagna | Monticelli d'Ongina 45°08′21″N 9°54′49″E      | Casteldelci 43°43′55″N 12°11′43″E         | Cattolica 43°57′43″N 12°45′20″E           | Ottone 44°39′00″N 9°11′53″E                   |

### Toscana
| Provincia     | Comune più a Nord                         | Comune più a Sud                           | Comune più a Est                     | Comune più a Ovest                       |
| ------------- | ----------------------------------------- | ------------------------------------------ | ------------------------------------ | ---------------------------------------- |
| Arezzo        | Pratovecchio Stia 43°52′41″N 11°40′43″E   | Cortona 43°09′23″N 11°53′20″E              | Sestino 43°42′34″N 12°22′17″E        | Cavriglia 43°32′54″N 11°23′51″E          |
| Firenze       | Firenzuola 44°14′21″N 11°25′16″E          | Gambassi Terme 43°27′08″N 10°57′08″E       | Marradi 44°07′14″N 11°45′11″E        | Fucecchio 43°47′11″N 10°42′40″E          |
| Grosseto      | Montieri 43°11′21″N 11°01′19″E            | Isola del Giglio 42°14′15″N 11°06′33″E     | Sorano 42°44′42″N 11°49′11″E         | Follonica 42°56′30″N 10°42′20″E          |
| Livorno       | Collesalvetti 43°38′05″N 10°28′39″E       | Portoferraio 42°18′48″N 10°19′03″E         | Suvereto 43°01′04″N 10°47′47″E       | Capraia Isola 43°01′24″N 9°47′29″E       |
| Lucca         | Sillano Giuncugnano 44°17′09″N 10°17′48″E | Capannori 43°44′57″N 10°33′17″E            | Bagni di Lucca 44°01′30″N 10°44′16″E | Forte dei Marmi 43°58′33″N 10°08′39″E    |
| Massa-Carrara | Pontremoli 44°28′22″N 9°54′00″E           | Montignoso 43°58′33″N 10°08′39″E           | Fivizzano 44°15′24″N 10°15′20″E      | Zeri 44°21′57″N 9°41′12″E                |
| Pisa          | San Giuliano Terme 43°50′06″N 10°25′31″E  | Monteverdi Marittimo 43°06′31″N 10°43′02″E | Volterra 43°21′54″N 11°00′48″E       | Vecchiano 43°48′56″N 10°15′34″E          |
| Pistoia       | Abetone Cutigliano 44°09′36″N 10°38′34″E  | Larciano 43°47′20″N 10°48′46″E             | Montale 43°58′59″N 11°04′14″E        | Abetone Cutigliano 44°08′26″N 10°37′16″E |
| Prato         | Vernio 44°06′45″N 11°09′34″E              | Carmignano 43°45′30″N 11°03′18″E           | Vernio 44°05′10″N 11°12′46″E         | Carmignano 43°48′45″N 10°57′51″E         |
| Siena         | Radda in Chianti 43°32′55″N 11°24′11″E    | Piancastagnaio 42°47′09″N 11°44′46″E       | Chiusi 43°03′00″N 11°58′57″E         | Radicondoli 43°09′52″N 10°54′30″E        |
| Toscana       | Pontremoli 44°28′22″N 9°54′00″E           | Isola del Giglio 42°14′15″N 11°06′33″E     | Sestino 43°42′34″N 12°22′17″E        | Zeri 44°21′57″N 9°41′12″E                |

### Marche
| Provincia       | Comune più a Nord                         | Comune più a Sud                                | Comune più a Est                               | Comune più a Ovest                       |
| --------------- | ----------------------------------------- | ----------------------------------------------- | ---------------------------------------------- | ---------------------------------------- |
| Ancona          | Senigallia 43°45′03″N 13°10′23″E          | Fabriano 43°12′36″N 12°51′04″E                  | Loreto 43°26′03″N 13°39′30″E                   | Sassoferrato 43°23′24″N 12°44′46″E       |
| Ascoli Piceno   | Montefiore dell'Aso 43°04′47″N 13°47′07″E | Acquasanta Terme 42°41′14″N 13°23′24″E          | San Benedetto del Tronto 42°53′38″N 13°55′11″E | Arquata del Tronto 42°44′27″N 13°11′30″E |
| Fermo           | Porto Sant'Elpidio 43°17′42″N 13°44′37″E  | Montefortino 42°53′25″N 13°22′33″E              | Campofilone 43°04′00″N 13°51′00″E              | Montefortino 42°56′19″N 13°12′58″E       |
| Macerata        | Porto Recanati 43°28′27″N 13°38′19″E      | Castelsantangelo sul Nera 42°49′55″N 13°09′42″E | Civitanova Marche 43°17′42″N 13°44′37″E        | Fiuminata 43°08′44″N 12°49′47″E          |
| Pesaro e Urbino | Gabicce Mare 43°58′11″N 12°45′04″E        | Cantiano 43°25′00″N 12°37′10″E                  | Mondolfo 43°45′05″N 13°10′24″E                 | Borgo Pace 43°38′28″N 12°11′08″E         |
| Marche          | Gabicce Mare 43°58′11″N 12°45′04″E        | Acquasanta Terme 42°41′14″N 13°23′24″E          | San Benedetto del Tronto 42°53′38″N 13°55′11″E | Borgo Pace 43°38′28″N 12°11′08″E         |

### Umbria
| Provincia | Comune più a Nord                       | Comune più a Sud                        | Comune più a Est                 | Comune più a Ovest                         |
| --------- | --------------------------------------- | --------------------------------------- | -------------------------------- | ------------------------------------------ |
| Perugia   | Città di Castello 43°37′02″N 12°21′21″E | Spoleto 42°35′48″N 12°43′15″E           | Norcia 42°48′34″N 13°15′51″E     | Castiglione del Lago 43°07′43″N 11°54′45″E |
| Terni     | Montegabbione 42°56′35″N 12°07′39″E     | Calvi dell'Umbria 42°21′52″N 12°31′44″E | Ferentillo 42°36′59″N 12°53′47″E | Allerona 42°50′34″N 11°53′31″E             |
| Umbria    | Città di Castello 43°37′02″N 12°21′21″E | Calvi dell'Umbria 42°21′52″N 12°31′44″E | Norcia 42°48′34″N 13°15′51″E     | Allerona 42°50′34″N 11°53′31″E             |

### Lazio
| Provincia | Comune più a Nord                   | Comune più a Sud                     | Comune più a Est                        | Comune più a Ovest                       |
| --------- | ----------------------------------- | ------------------------------------ | --------------------------------------- | ---------------------------------------- |
| Frosinone | Filettino 41°57′18″N 13°18′18″E     | Coreno Ausonio 41°18′05″N 13°45′47″E | Viticuso 41°31′26″N 14°01′40″E          | Paliano 41°46′16″N 12°59′31″E            |
| Latina    | Cori 41°42′53″N 12°51′03″E          | Ventotene 40°47′05″N 13°24′42″E      | Castelforte 41°18′42″N 13°53′41″E       | Aprilia 41°35′54″N 12°31′49″E            |
| Rieti     | Accumoli 42°44′27″N 13°16′48″E      | Orvinio 42°05′22″N 12°56′55″E        | Amatrice 42°38′21″N 13°24′35″E          | Magliano Sabina 42°23′14″N 12°26′11″E    |
| Roma      | Sant'Oreste 42°17′46″N 12°32′10″E   | Nettuno 41°24′32″N 12°45′55″E        | Vallepietra 41°56′55″N 13°17′47″E       | Civitavecchia 42°09′28″N 11°44′01″E      |
| Viterbo   | Acquapendente 42°50′19″N 11°50′58″E | Nepi 42°08′45″N 12°19′50″E           | Civita Castellana 42°17′41″N 12°31′11″E | Montalto di Castro 42°23′34″N 11°26′58″E |
| Lazio     | Acquapendente 42°50′19″N 11°50′58″E | Ventotene 40°47′05″N 13°24′42″E      | Viticuso 41°31′26″N 14°01′40″E          | Montalto di Castro 42°23′34″N 11°26′58″E |

### Abruzzo
| Provincia | Comune più a Nord                         | Comune più a Sud                             | Comune più a Est                | Comune più a Ovest                     |
| --------- | ----------------------------------------- | -------------------------------------------- | ------------------------------- | -------------------------------------- |
| Chieti    | Francavilla al Mare 42°26′42″N 14°15′15″E | Schiavi di Abruzzo 41°45′35″N 14°29′07″E     | San Salvo 42°02′02″N 14°46′59″E | Palena 42°00′28″N 14°04′47″E           |
| L'Aquila  | Campotosto 42°35′28″N 13°23′39″E          | Alfedena 41°40′56″N 14°01′07″E               | Ateleta 41°52′37″N 14°13′47″E   | Oricola 42°04′30″N 13°01′07″E          |
| Pescara   | Città Sant'Angelo 42°32′40″N 14°04′00″E   | Sant'Eufemia a Maiella 42°04′23″N 14°00′33″E | Pescara 42°26′42″N 14°15′15″E   | Farindola 42°25′12″N 13°45′55″E        |
| Teramo    | Martinsicuro 42°53′41″N 13°54′37″E        | Arsita 42°25′12″N 13°45′55″E                 | Silvi 42°31′51″N 14°08′50″E     | Valle Castellana 42°40′14″N 13°20′48″E |
| Abruzzo   | Martinsicuro 42°53′41″N 13°54′37″E        | Alfedena 41°40′56″N 14°01′07″E               | San Salvo 42°02′02″N 14°46′59″E | Oricola 42°04′30″N 13°01′07″E          |

### Molise
| Provincia  | Comune più a Nord                           | Comune più a Sud                    | Comune più a Est                              | Comune più a Ovest                |
| ---------- | ------------------------------------------- | ----------------------------------- | --------------------------------------------- | --------------------------------- |
| Campobasso | Montenero di Bisaccia 42°04′14″N 14°46′49″E | Sepino 41°21′50″N 14°36′11″E        | Santa Croce di Magliano 41°42′35″N 15°09′42″E | San Massimo 41°27′08″N 14°22′40″E |
| Isernia    | Sant'Angelo del Pesco 41°54′39″N 14°17′03″E | Sesto Campano 41°23′11″N 14°06′41″E | Bagnoli del Trigno 41°42′50″N 14°31′20″E      | Pizzone 41°41′17″N 13°56′28″E     |
| Molise     | Montenero di Bisaccia 42°04′14″N 14°46′49″E | Sepino 41°21′50″N 14°36′11″E        | Santa Croce di Magliano 41°42′35″N 15°09′42″E | Pizzone 41°41′17″N 13°56′28″E     |

### Campania
| Provincia | Comune più a Nord                             | Comune più a Sud                      | Comune più a Est                                 | Comune più a Ovest                  |
| --------- | --------------------------------------------- | ------------------------------------- | ------------------------------------------------ | ----------------------------------- |
| Avellino  | Greci 41°17′11″N 15°10′59″E                   | Senerchia 40°42′24″N 15°10′09″E       | Monteverde 40°59′51″N 15°34′20″E                 | Domicella 40°53′17″N 14°33′34″E     |
| Benevento | San Bartolomeo in Galdo 41°29′11″N 15°00′28″E | Pannarano 40°58′30″N 14°41′35″E       | Castelfranco in Miscano 41°16′50″N 15°08′57″E    | Limatola 41°09′07″N 14°21′07″E      |
| Caserta   | Capriati a Volturno 41°30′26″N 14°07′31″E     | Castel Volturno 40°50′52″N 14°32′40″E | San Felice a Cancello 41°00′14″N 14°31′58″E      | Sessa Aurunca 41°13′21″N 13°45′44″E |
| Napoli    | Roccarainola 41°01′11″N 14°32′26″E            | Anacapri 40°32′10″N 14°11′59″E        | Visciano 40°54′25″N 14°40′13″E                   | Forio 40°42′40″N 13°51′04″E         |
| Salerno   | Sarno 40°50′55″N 14°35′39″E                   | Camerota 39°59′26″N 15°25′09″E        | Montesano sulla Marcellana 40°16′20″N 15°48′23″E | Positano 40°37′40″N 14°27′44″E      |
| Campania  | Capriati a Volturno 41°30′26″N 14°07′31″E     | Camerota 39°59′26″N 15°25′09″E        | Montesano sulla Marcellana 40°16′20″N 15°48′23″E | Sessa Aurunca 41°13′21″N 13°45′44″E |

### Puglia
| Provincia             | Comune più a Nord                    | Comune più a Sud                              | Comune più a Est                  | Comune più a Ovest                     |
| --------------------- | ------------------------------------ | --------------------------------------------- | --------------------------------- | -------------------------------------- |
| Bari                  | Molfetta 41°13′46″N 16°32′32″E       | Gioia del Colle 40°41′32″N 16°48′32″E         | Locorotondo 40°47′04″N 17°23′59″E | Poggiorsini 40°55′03″N 16°12′09″E      |
| Barletta-Andria-Trani | Trinitapoli 41°26′30″N 15°57′01″E    | Spinazzola 40°53′52″N 16°07′16″E              | Bisceglie 41°13′46″N 16°32′32″E   | Canosa di Puglia 41°08′24″N 15°52′13″E |
| Brindisi              | Fasano 40°53′32″N 17°23′22″E         | San Pancrazio Salentino 40°22′47″N 17°47′54″E | Torchiarolo 40°30′56″N 18°05′51″E | Fasano 40°49′02″N 17°17′43″E           |
| Foggia                | Isole Tremiti 42°13′36″N 15°44′38″E  | Rocchetta Sant'Antonio 41°53′N 16°10′E        | Vieste 41°16′12″N 16°02′25″E      | Carlantino 41°37′10″N 14°56′03″E       |
| Lecce                 | Lecce 40°30′55″N 18°05′50″E          | Castrignano del Capo 39°47′23″N 18°20′47″E    | Otranto 40°06′27″N 18°31′14″E     | Porto Cesareo 40°17′35″N 17°45′45″E    |
| Taranto               | Martina Franca 40°48′12″N 17°17′14″E | Maruggio 40°17′40″N 17°30′46″E                | Avetrana 40°22′09″N 17°48′01″E    | Laterza 40°42′09″N 16°41′48″E          |
| Puglia                | Isole Tremiti 42°13′36″N 15°44′38″E  | Castrignano del Capo 39°47′23″N 18°20′47″E    | Otranto 40°06′27″N 18°31′14″E     | Carlantino 41°37′10″N 14°56′03″E       |

### Basilicata
| Provincia  | Comune più a Nord             | Comune più a Sud                         | Comune più a Est                | Comune più a Ovest                |
| ---------- | ----------------------------- | ---------------------------------------- | ------------------------------- | --------------------------------- |
| Matera     | Irsina 40°50′17″N 16°14′39″E  | San Giorgio Lucano 40°03′20″N 16°23′55″E | Bernalda 40°23′53″N 16°52′00″E  | Tricarico 40°38′08″N 16°02′54″E   |
| Potenza    | Lavello 41°08′24″N 15°52′13″E | Rotonda 39°53′41″N 16°02′57″E            | Cersosimo 40°03′17″N 16°23′57″E | Pescopagano 40°50′05″N 15°20′06″E |
| Basilicata | Lavello 41°08′24″N 15°52′13″E | Rotonda 39°53′41″N 16°02′57″E            | Bernalda 40°23′53″N 16°52′00″E  | Pescopagano 40°50′05″N 15°20′06″E |

### Calabria
| Provincia       | Comune più a Nord                | Comune più a Sud                            | Comune più a Est                  | Comune più a Ovest                    |
| --------------- | -------------------------------- | ------------------------------------------- | --------------------------------- | ------------------------------------- |
| Catanzaro       | Taverna 39°11′39″N 16°36′47″E    | Guardavalle 38°27′48″N 16°32′28″E           | Belcastro 38°57′09″N 16°55′15″E   | Nocera Terinese 39°02′56″N 16°05′34″E |
| Cosenza         | Nocara 40°08′38″N 16°25′16″E     | Amantea 39°02′55″N 16°05′35″E               | Cariati 39°29′01″N 17°01′30″E     | Tortora 39°55′23″N 15°45′18″E         |
| Crotone         | Crucoli 39°29′01″N 17°01′30″E    | Isola di Capo Rizzuto 38°53′33″N 17°05′37″E | Crotone 39°01′42″N 17°12′24″E     | Cotronei 39°11′39″N 16°36′47″E        |
| Reggio Calabria | Stilo 38°34′26″N 16°23′35″E      | Melito di Porto Salvo 37°54′56″N 15°47′23″E | Monasterace 38°27′19″N 16°34′57″E | Reggio Calabria 38°05′42″N 15°37′50″E |
| Vibo Valentia   | Filadelfia 38°49′28″N 16°16′55″E | Nardodipace 38°25′44″N 16°21′01″E           | Brognaturo 38°34′16″N 16°26′06″E  | Ricadi 38°37′16″N 15°49′39″E          |
| Calabria        | Nocara 40°08′38″N 16°25′16″E     | Melito di Porto Salvo 37°54′56″N 15°47′23″E | Crotone 39°01′42″N 17°12′24″E     | Reggio Calabria 38°05′42″N 15°37′50″E |

### Sicilia
| Provincia     | Comune più a Nord                                | Comune più a Sud                                | Comune più a Est                  | Comune più a Ovest                       |
| ------------- | ------------------------------------------------ | ----------------------------------------------- | --------------------------------- | ---------------------------------------- |
| Agrigento     | Santa Margherita di Belice 37°44′35″N 13°00′48″E | Lampedusa e Linosa 35°29′31″N 12°36′10″E        | Licata 37°07′23″N 14°02′19″E      | Lampedusa e Linosa 35°33′00″N 12°19′03″E |
| Caltanissetta | Vallelunga Pratameno 37°44′42″N 13°48′29″E       | Gela 37°00′06″N 14°20′16″E                      | Niscemi 37°08′04″N 14°28′35″E     | Campofranco 37°27′40″N 13°39′02″E        |
| Catania       | Randazzo 37°57′39″N 14°55′45″E                   | Caltagirone 37°03′01″N 14°27′55″E               | Calatabiano 37°48′23″N 15°15′32″E | San Cono 37°17′44″N 14°21′07″E           |
| Enna          | Cerami 37°52′47″N 14°34′12″E                     | Piazza Armerina 37°17′28″N 14°25′53″E           | Centuripe 37°35′54″N 14°49′44″E   | Pietraperzia 37°24′21″N 14°03′21″E       |
| Messina       | Lipari 38°48′44″N 15°13′14″E                     | Cesarò 37°47′43″N 14°40′50″E                    | Messina 38°16′01″N 15°39′10″E     | Tusa 38°01′12″N 14°10′59″E               |
| Palermo       | Ustica 38°43′14″N 13°10′48″E                     | Palazzo Adriano 37°32′21″N 13°21′23″E           | Gangi 37°44′47″N 14°17′42″E       | Contessa Entellina 37°44′35″N 13°00′43″E |
| Ragusa        | Giarratana 37°08′23″N 14°46′39″E                 | Ispica 36°41′09″N 14°55′55″E                    | Ispica 36°42′51″N 15°00′02″E      | Acate 37°00′06″N 14°20′16″E              |
| Siracusa      | Lentini 37°24′46″N 14°54′59″E                    | Portopalo di Capo Passero 36°38′38″N 15°04′40″E | Siracusa 37°00′28″N 15°20′12″E    | Francofonte 37°13′29″N 14°46′23″E        |
| Trapani       | San Vito Lo Capo 38°11′23″N 12°43′52″E           | Pantelleria 36°44′03″N 12°01′25″E               | Poggioreale 37°46′16″N 13°06′01″E | Pantelleria 36°48′08″N 11°55′35″E        |
| Sicilia       | Lipari 38°48′44″N 15°13′14″E                     | Lampedusa e Linosa 35°29′31″N 12°36′10″E        | Messina 38°16′01″N 15°39′10″E     | Pantelleria 36°48′08″N 11°55′35″E        |

### Sardegna
| Provincia    | Comune più a Nord                 | Comune più a Sud                   | Comune più a Est                   | Comune più a Ovest              |
| ------------ | --------------------------------- | ---------------------------------- | ---------------------------------- | ------------------------------- |
| Cagliari     | Sinnai 39°25′24″N 9°22′07″E       | Pula 38°54′56″N 8°54′39″E          | Maracalagonis 39°12′26″N 9°29′11″E | Assemini 39°07′48″N 8°49′13″E   |
| Nuoro        | Torpè 40°42′22″N 9°34′59″E        | Arzana 39°32′58″N 9°39′04″E        | Siniscola 40°31′43″N 9°49′44″E     | Sindia 40°18′27″N 8°36′40″E     |
| Oristano     | Montresta 40°25′33″N 8°29′56″E    | Mogoro 39°37′41″N 8°44′38″E        | Laconi 39°51′07″N 9°10′22″E        | Bosa 40°21′38″N 8°22′36″E       |
| Sassari      | La Maddalena 41°18′48″N 9°22′11″E | Pozzomaggiore 40°17′47″N 8°38′37″E | Olbia 40°52′28″N 9°46′44″E         | Sassari 40°43′58″N 8°07′51″E    |
| Sud Sardegna | Seulo 39°55′09″N 9°15′17″E        | Sant'Antioco 38°51′33″N 8°24′30″E  | Villaputzu 39°31′27″N 9°39′35″E    | Carloforte 39°08′51″N 8°12′27″E |
| Sardegna     | La Maddalena 41°18′48″N 9°22′11″E | Sant'Antioco 38°51′33″N 8°24′30″E  | Siniscola 40°31′43″N 9°49′44″E     | Sassari 40°43′58″N 8°07′51″E    |

## Fonti
Le coordinate sono state estratte dal Portale Cartografico Nazionale.